# Route nationale 947 (Belgique)
 (avril 2020).
Si vous disposez d'ouvrages ou d'articles de référence ou si vous connaissez des sites web de qualité traitant du thème abordé ici, merci de compléter l'article en donnant les références utiles à sa vérifiabilité et en les liant à la section « Notes et références ».
Pour les articles homonymes, voir Route 947.
La route nationale 947 est une route nationale de Belgique de 20,2 kilomètres qui relie Jambes à Yvoir. Elle longe et remonte la Meuse sur sa rive droite.

## Description
Longeant la Meuse du nord au sud (rive droite) la route part du centre de Jambes et traverse les localités de Jambes et Dave (toutes deux faisant partie de la ville de Namur), puis Lustin (Profondeville), et Godinne (Yvoir) avant de déboucher sur la RN92 à la sortie d’Yvoir. Très pittoresque la route longe plusieurs massifs rocheux (Néviau, Tailfer, Chauveau) et une des dernières carrières de pierres de Meuse en activité, à Lustin (Profondeville). 

### N947a
Au cœur de Jambes même une 'N947a' relie la N947, via un pont sur la Meuse - le ‘pont de Jambes’ (dit également ‘pont romain’) - avec la RN92 au pied de la Citadelle de Namur. La longueur totale de la N947a est d’environ 600 mètres. L’itinéraire portait à l’origine le numéro de route 'N917'.

### N947b
La 'N947b' relie la N947, au sud de Dave, via un pont sur la Meuse – le ‘Pont de Lustin’ -  à la N92 à Wépion. La longueur totale de la N947b est d’environ 1 kilomètre.
L’itinéraire portait à l’origine le numéro de route 'N950'

### N931
Un pont sur la Meuse récemment construit prolonge la 'RN931' venant de Courrière jusqu'à la RN92 sur la rive gauche de la Meuse (Namur à Dinant). Ce ‘Pont de Lustin’ aboutit à Burnot (Rivière). 

### N947c
La 'N947c' relie la N947 près de Godinne via un pont sur la Meuse – le pont de Rouillon -  à la RN92 à Annevoie-Rouillon. La longueur totale de la N947c est d’environ 900 mètres.